# Gūnāy
Gūnāy (persiska: گونای, گُّنَی, گونِی) är en ort i Iran.   Den ligger i provinsen Zanjan, i den nordvästra delen av landet, 300 km väster om huvudstaden Teheran. Gūnāy ligger 1 911 meter över havet och antalet invånare är 188.
Terrängen runt Gūnāy är kuperad. Runt Gūnāy är det ganska glesbefolkat, med 28 invånare per kvadratkilometer. Närmaste större samhälle är Garm Āb, 13,3 km öster om Gūnāy. Trakten runt Gūnāy består i huvudsak av gräsmarker.